# Westerhornermolenpolder onder Grijpskerk
De Westerhornermolenpolder onder Grijpskerk is een voormalig waterschap (molenpolder) in de provincie Groningen. In 1955 werd de naam gewijzigd in Westerhornerpolder.
Het waterschap lag ten zuiden van Grijpskerk en ten noorden van de toenmalige Hoendiep (het huidige Van Starkenborghkanaal). De oostgrens was de kade langs het Poeldiep. Hier bevindt zich ook de (nog functionerende) molen de Westerhornermolen die het waterschap bemaalde. en in het westen grensde het aan de Westerhornermolenpolder onder Grootegast.
De belangrijkste hoofdwatergang van de polder was het Tarjat.

## Naam
De naam met daarin het woord "onder" wekt soms verwarring. Met onder wordt "nabij" of "in het gebied van" bedoeld en dus niet "ten zuiden van". 

## Van Dellenpolder
Aan de westkant van het waterschap bevond zich een klein bemalen gebied (onderbemaling) ter grootte van 29 ha dat de naam Van Dellenpolder (ook Van Dellenspolder) droeg. Dit had een kleine molen dat uitsloeg op het Tarjat.
Het gebied van het waterschap wordt sinds 1995 (op een klein deel na) beheerd door het Noorderzijlvest. De Van Dellenpolder valt onder het wetterskip Fryslân.

## Naam
De naam lijk erg veel op die van de Westerhornermolenpolder onder Grootegast. In de wandeling sprak men daarom over de
- de Westerhornermolenpolder als men de polder zonder molen bedoelde (Westerhornermolenpolder onder Grootegast)
- de Westerhornerpolder als men de polder mét bedoelde (= Westerhornermolenpolder onder Grijpskerk)